# Port de Meschers
Le port de Meschers a été aménagé dans la partie orientale de la commune de Meschers, en marge du centre-ville, dans d'anciens espaces marécageux reconvertis (Grand marais). Il se compose de deux bassins : un bassin d'échouage de 122 places (plus 2 places d'accueil) et un bassin à flot de 121 places (plus 2 places d'accueil), reliés à l'estuaire de la Gironde par un chenal où peuvent prendre place 25 bateaux supplémentaires. 
Le bassin à flot est accessible chaque jour pendant 5 heures, soit 2 heures 30 avant et après la pleine mer.

## Histoire
Meschers est un port depuis des temps immémoriaux : des études ont permis de déterminer qu'un havre avait déjà été aménagé pendant la période celtique. 
Au Moyen Âge, le port de Meschers exporte les productions locales (sel et vin), notamment vers les îles Britanniques. Plus tard, à l'instar de bien des ports de la région, il est un des points de départ vers les Grands Bancs de Terre-Neuve, où les pêcheurs locaux s'en vont pêcher la morue. Après la révocation de l'édit de Nantes par Louis XIV (1685), le port de Meschers devient une « porte de sortie » pour de nombreux Protestants, contraints de s'exiler pour ne pas renier leur foi. 
Modeste port de pêche, puis de plaisance au cours du XXe siècle, il est entièrement modernisé entre 1985 et 1990. Le port actuel est inauguré au mois de juillet 1990.

## Description
Le port de Meschers est essentiellement un port de plaisance. Les usagers ont accès à l'eau, à l'électricité et au Wi-Fi; des équipements sanitaires sont également présents (toilettes, douches...). Une capitainerie est présente aux abords du port, de même que plusieurs commerces, bars et restaurants. Le port est également un lieu de promenade prisé, où peuvent être admirées de nombreuses cabanes à carrelets. La vue porte jusqu'aux côtes du Médoc et embrasse également toute la baie de Talmont. 
En saison, des animations (concerts, marchés, manifestations diverses) y sont organisées. Des navettes touristiques proposant des circuits dans l'estuaire de la Gironde y sont amarrées.